# Angie DeGrazia
Angie DeGrazia ist eine US-amerikanische Schauspielerin.

## Leben
Sie studierte an der University of Arizona und schloss ihre Studien mit einem Bachelor unter anderem in Theaterwissenschaft ab.
Ihre erste Rolle hatte DeGrazia 2007 in dem Kurzfilm Lost Dolls. 2008 hatte sie eine Besetzung in zwei Episoden der Seifenoper Schatten der Leidenschaft. Von 2008 bis 2016 wirkte sie in insgesamt 15 Episoden der Seifenoper Zeit der Sehnsucht in verschiedenen Rollen mit. 2011 spielte sie in General Hospital die Rolle des Lt. Briggs.
In Deutschland wurde sie bekannt durch ihre Rolle der Nina Bergmann in insgesamt 18 Werbespots für das Vergleichsportal Check24.

## Filmografie
- 2007: Lost Dolls (Kurzfilm)
- 2008–2016: Zeit der Sehnsucht (Days of Our Lives) (Fernsehserie, 15 Episoden, verschiedene Rollen)
- 2008: Schatten der Leidenschaft (The Young and the Restless) (Fernsehserie, 2 Episoden)
- 2008: The Essence of Depp
- 2010: Reich und Schön (The Bold and the Beautiful) (Fernsehserie, 2 Episoden)
- 2010: Hawaii Five-0 (Fernsehserie, Episode 1x11)
- 2011: General Hospital (Fernsehserie, 5 Episoden)
- 2012: A Broken Code
- 2013: White T
- 2014: The Courier (Kurzfilm)
- 2014: Minutes (Kurzfilm)
- 2014: 2 for Flinching (Fernsehserie, Episode 1x07)
- 2014: Hourglass (Kurzfilm)
- 2015: Revenge (Fernsehserie, Episode 4x14)
- 2015: Quality Time (Kurzfilm)
- 2015: Closure (Kurzfilm)
- 2015: Tap Shoes & Violins (Kurzfilm)
- 2015: Deadball (Fernsehserie, Episode 1x01)
- 2015: There Is Many Like Us
- 2016: Finding Fortune (Fernsehfilm)
- 2016–2017: Check24: 2 unvergleichliche Familien
- 2018: The Black String
- 2019: Murder In-Law (Fernsehfilm)